# Xuxa 2000
Xuxa 2000 é o vigésimo segundo álbum de estúdio da artista musical e apresentadora brasileira Xuxa. Lançado no segundo semestre de 1999, este álbum marca o último lançamento de estúdio da artista antes da famosa série Xuxa Só Para Baixinhos.

## Antecedentes
Em fevereiro de 1999, foi anunciado que Xuxa gravaria um álbum ao vivo durante a turnê programada para abril daquele ano. No entanto, devido às gravações do filme Xuxa Requebra (1999), tanto o álbum quanto a turnê foram cancelados. Em contrapartida, Xuxa sentiu a necessidade de produzir um álbum voltado para o público infantil. Com a interrupção do projeto ao vivo, decidiu-se iniciar a produção de um novo álbum em estúdio. A pedido dela, centenas de compositores enviaram suas músicas para o projeto Planeta Xuxa, e, após uma seleção, aproximadamente 20 canções foram escolhidas.
Assim como em Só Faltava Você (1998), Xuxa desejava criar um álbum mais voltado ao público infantil, especificamente pensado para sua filha, Sasha, como ela mencionou em algumas entrevistas da época. As gravações do novo álbum tiveram início no final de junho de 1999. As gravações do álbum se iniciaram ao fim de junho de 1999.

## Composição
A faixa de abertura, "Profecias (Fim do Mundo)", e a canção "2000" foram inspiradas na profecia de Nostradamus, que previa o fim do mundo em 2000, além de celebrar a chegada do novo milênio. A segunda faixa, "Pagoxu", foi composta pelo grupo Molejo. Inicialmente, a introdução da canção não contaria com falas, apenas com as intervenções de Xuxa após o refrão. No entanto, durante uma conversa no programa Planeta Xuxa, surgiu a ideia de que o vocalista Anderson Leonardo gravasse algumas falas para serem inseridas na introdução, como se estivesse anunciando a chegada de Xuxa.
Aproveitando o aniversário de Sasha, Xuxa gravou a música "Primeiro Aniversário", que posteriormente se transformou em um medley com "Parabéns pra Você" e "Parabéns da Xuxa". A versão inicial inclui um coro que grita "Sasha! Sasha! Sasha!" em vários trechos. Essa versão foi tocada na comemoração do primeiro ano da filha da apresentadora.
Para os adolescentes, foram gravadas "Vira, Vira (Planeta Vira, Vira)", que serviu como tema do Planeta Xuxa naquele ano, além de "Efeito Dominó" e "Só o Nosso Amor", que fazem parte da trilha do filme Requebra. Entre as faixas, "O Bicho Vai Pegar" se destaca como a última parceria de Xuxa com o compositor Cid Guerreiro, conhecido por "Ilariê".
A arte gráfica de Xuxa 2000 traz o conceito de fim do mundo, utilizando fotos do ensaio para o álbum em espanhol El mundo es de los dos, lançado no mesmo ano. O encarte simula um caderno repleto de desenhos, lápis e fotos do ensaio, e inclui um selo holográfico com a assinatura e a marca de beijo de Xuxa, colado na embalagem.

## Promoção e recepção
Xuxa 2000 foi amplamente promovido nos programas Planeta Xuxa e Xuxa Park. Desde março de 1999, a música "Vira, Vira (Planeta Vira, Vira)" já era tocada, mas a divulgação efetiva do álbum começou em agosto, quando Xuxa apresentou outras canções no programa. Todas as faixas foram executadas na TV, exceto "Rap da Xuxa". Em outubro, Xuxa Park iniciou uma nova temporada com "Profecias (Fim do Mundo)" como tema de abertura. No primeiro episódio, ela lançou um concurso de dança, que foi cancelado após poucas edições.
Xuxa também fez aparições em outros programas de TV e rádio. Em 16 de outubro, apresentou "Profecias (Fim do Mundo)" no especial Criança Esperança, e em 31 de outubro fez uma apresentação fechada para funcionários da TV Globo. Embora estivesse programada para se apresentar no Domingão do Faustão em 12 de dezembro, teve que cancelar devido a uma tireoidite subaguda. Sua participação na chegada do Papai Noel no Estádio do Maracanã também foi cancelada, sendo substituída por Eliana. Em novembro de 1999, participou do Show do Antônio Carlos na Rádio Globo.
Apenas duas canções do Xuxa 2000 ganharam clipes durante sua divulgação. A partir de dezembro de 1999, o clipe de "Profecias (Fim do Mundo)" passou a ser o tema de abertura da telenovela Vila Madalena, da TV Globo. No mesmo mês, a música "2000" teve seu vídeo exibido no Show da Virada, no dia 31 de dezembro. Além disso, "Efeito Dominó" e "Só o Nosso Amor" foram incluídas na trilha sonora do filme Xuxa Requebra. A turnê "2000" estava programada para outubro de 1999, com o ônibus personalizado já preparado para transportar Xuxa e sua equipe. No entanto, por razões desconhecidas, o projeto foi cancelado. Em 2025 a Pro-Música Brasil (PMB) auditou a venda de 100 mil exemplares com a emissão de um certificado de ouro, ultrapassando 150 mil exemplares.

## Faixas
| Xuxa 2000      |                                                               |                                             |         |  |
| N.º            | Título                                                        | Compositor(es)                              | Duração |  |
| 1.             | "Profecias (Fim do Mundo)"                                    | Michael Sullivan Dudu Falcão                | 4:13    |  |
| 2.             | "Pagoxu" (com Molejo)                                         | Anderson Leonardo Claumirzinho Márcio Paiva | 3:33    |  |
| 3.             | "O Bicho Vai Pegar"                                           | Cid Guerreiro Zé Afonso                     | 3:17    |  |
| 4.             | "O Elefante Feliz"                                            | Michael Sullivan Carlos Colla               | 3:38    |  |
| 5.             | "A Festinha"                                                  | Luizito Paulo Azarias                       | 4:15    |  |
| 6.             | "Lambaeróbica da Xuxa"                                        | Álvaro Socci Cláudio Matta                  | 4:10    |  |
| 7.             | "Dançando O Country"                                          | Marco Camargo Zé Henrique                   | 4:17    |  |
| 8.             | "Dia das Bruxas"                                              | Michael Sullivan Dudu Falcão                | 3:54    |  |
| 9.             | "A Bandinha da Xuxa"                                          | Zé Henrique Jorge Gomes                     | 4:01    |  |
| 10.            | "Cabeça, Ombro e Membros"                                     | Vanessa Alves Zé Henrique Costa             | 3:30    |  |
| 11.            | "Efeito Dominó"                                               | Michal Sullivan Dudu Falcão                 | 4:26    |  |
| 12.            | "Vira, Vira (Planeta Vira, Vira)"                             | Sandro Mora Mau Formiga                     | 2:50    |  |
| 13.            | "Rap da Xuxa"                                                 | Renata Arruda                               | 3:37    |  |
| 14.            | "Só O Nosso Amor"                                             | Michael Sullivan Dudu Falcão                | 4:20    |  |
| 15.            | "Primeiro Aniversário / Parabéns Pra Você / Parabéns da Xuxa" | Michael Sullivan Dudu Falcão                | 3:53    |  |
| 16.            | "2000"                                                        | Alvaro Socci Claudio Matta                  | 3:36    |  |
| Duração total: | Duração total:                                                | Duração total:                              | 61:54   |  |

## Ficha técnica
- Produzido por: Michael Sullivan e Zé Henrique
- Direção Artística: Aramis Barros
- Coordenação Artística: Marlene Mattos e Xuxa Meneghel
- Técnico de Gravação: João Carlos (Joca), Sérgio Rocha, Mário Jorge e Mauro Moraes
- Assistentes de Mixagem: Ivan Carvalho, Williams Oliveira, Everaldo Andrade
- Preparação vocal: Angela de Castro
- Técnicos de Mixagem: Jorge 'Gordo' Guimarães
- Assistentes de Estúdio (Som Livre): Claudio Oliveira, Ciro Albuquerque, *Everaldo e Williams Oliveira
- Assistente de Produção: Duda Nogueira
- Coordenação de Estúdio: Hélio de Freitas

## Certificações e vendas
| Região                                              | Certificação | Vendas   |
| --------------------------------------------------- | ------------ | -------- |
| Brasil (Pro-Música Brasil)                          | Ouro         | 100 000* |
| *números de vendas baseados somente na certificação |              |          |